# Botshabelo
Botshabelo é uma cidade da África do Sul localizada na província do Estado Livre (em Inglês: Free State; em africâner: Vrystaat). Está localizada a 45 km de Bloemfontein.